# Central Park Conservancy
Le Central Park Conservancy (littéralement « comité de sauvegarde de Central Park ») est une organisation privée à but non lucratif fondée en 1980, chargée de la gestion de Central Park à New York, en collaboration avec le New York City Department of Parks and Recreation (département de gestion des parcs et des loisirs de New York).
Le fonctionnement de l'organisation est basé sur le bénévolat, même si elle reçoit aussi le soutien de différentes fondations. À ce jour, ce sont 350 millions de dollars qui ont été utilisés afin de rendre à Central Park son rôle de poumon de Big Apple. Le Central Park Conservancy assure ainsi 84 % du budget annuel de 25 millions de dollars du parc, et la majeure partie des travaux d'entretien.